# Любецьке право
Любецьке право (нім. Lübisches Recht) — одна з систем феодального міського права Північної Європи, Північної і Центральної Німеччини та регіонів узбережжя Балтийського та Північного морів (поряд з гамбурзьким, кульмським, магдебурзьким правом).

## Історія формування і розвитку
Формування Любецького права почалося зі становлення міста Любека в якості вільного імперського міста.

Отримані 1160 від Генріха Лева (герцога Саксонії та Баварії) права були розширені 1188 Фрідріхом І Барбароссою, 1226 — Фрідріхом II Гогенштауфеном та постановами любецького суду шеффенів (засідателів).